# Faggiano
Faggiano – miejscowość i gmina we Włoszech, w regionie Apulia, w prowincji Tarent.
Według danych na rok 2004 gminę zamieszkiwały 3513 osoby, 175,7 os./km².